# Számadó László
Számadó László (Selyeb, 1961. december 24.) matematikatanár, tankönyvíró, az Árpád Gimnázium tanára.

## Életpályája
Miskolcon a Földes Ferenc Gimnáziumban érettségizett speciális matematika tagozaton, majd Szegeden a József Attila Tudományegyetem matematika-földrajz-számítástechnika szakán kapott diplomát. 1986-tól 2002-ig a békásmegyeri Veres Péter Gimnáziumban, 2002-től az Óbudai Árpád Gimnáziumban tanít matematikát.
Két gyermeke van, Péter és Ágnes

## Munkássága
A matematika népszerűsítése hozzátartozik az életéhez, amit tanítás alatt és mellett folyamatosan művel. Tanítványai nevével rendszeresen találkozhatunk a folyóiratok pontversenyeiben és egyéb matematikai versenyeken.
A továbbképzéseken, konferenciákon tartott előadásaival is a matematikát népszerűsíti. Néhány ezek közül: „Egybevágósági transzformációk szorzása“, „Valószínűség-számítás számítógéppel“ (Török Turullal közösen), „Statisztika tanítása a középiskolában“, „Ne dobjuk ki! – Hogyan lesz a hulladékból szemléltetőeszköz“, „Tévedések víg játéka“, „Cseresznye a tejszínhab tetején“, „A matematika tanítása is lehet öröm“, „A Nemzeti Alaptanterv kihívásai – a tantervektől a tankönyvekig“, „Aki játszik, az gondolkodik is egyben“ (Gedeon Veronikával közösen), „Matematikaórák fűszerezése – ELTE Tanárklub”, "Cirkusz, játék, matematika", "Ez itt matekóra?" (Molnár Ildikóval közösen), "Matematikai élmények könyvvel és könyv nélkül".
Feladatsorai, cikkei, feladatjavaslatai megjelennek a Középiskolai Matematikai Lapok (a KöMaL), A Matematika Tanítása, az Abacus, a Polygon folyóiratokban. Az általa összeállított Mérőlap felvételire készülőknek, illetve az Emelt szintű gyakorló érettségi feladatsorok 1989-től évente rendszeresen megjelennek a KöMaL-ban.
Az Abacus matematikai lapok szerkesztőbizottságának 1998-tól 2015-ig, a Középiskolai Matematikai Lapok szerkesztőbizottságának 1999-től 2014-ig volt a tagja.
Éveken át dolgozott a Fővárosi Pedagógiai Intézet középiskolai matematika szaktanácsadójaként.
Az ELTE és a Nyíregyházi Főiskola vezetőtanáraként hallgatók gyakorlatát vezeti. 2016-tól rendhagyó matematikaórákat tart a Fővárosi Nagycirkuszban
2016-ban szakvizsgázott az Óbudai Egyetemen gyakorlatvezető mentortanári szakterületen.
Mesterpedagógus lett 2016-tól.

## Díjai
- 1997-ben Óbudai Pedagógiai Érdemekért
- 1999-ben elsők között kapta meg az Ericsson-díjat
- 2003-ban Bolyai János Matematikai Társulat által adományozott Beke Manó-emlékdíj
- 2005-ben (társszerzőként) az 5-8 osztályok részére írt „Kalandozások a matematikában” tankönyv csoportért HUNDIDAC-nagydíj
- 2013-ban „Bonis Bona – A Nemzet Tehetségeiért” díj a kiemelkedően eredményes és áldozatos tehetséggondozó munkájáért
- 2017-ben "Szupertanár"-díj
- 2018-ban Apáczai Csere János-díj kiemelkedő oktatási-nevelési munkája elismeréséért

## Könyvei

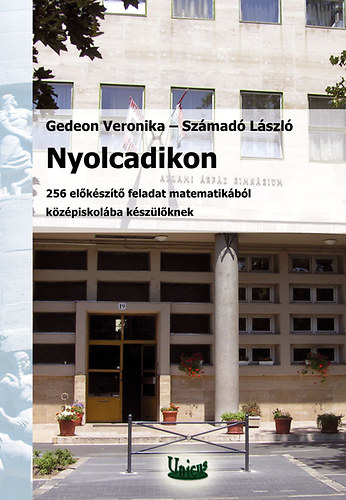

- Számadó László, Gedeon Veronika. Nyolcadikon, 256 előkészítő feladat matematikából. Unicus Műhely (2012). ISBN 9786155084058
- Számadó László, Gedeon Veronika, Korom Pál, Tóthné Szalontay Anna, dr. Wintsche Gergely. Matematika 5.. Oktatáskutató és Fejlesztő Intézet. (2014). ISBN 9789636827526
- Számadó László, Gedeon Veronika, Korom Pál, Tóthné Szalontay Anna, dr. Wintsche Gergely. Matematika munkafüzet 5.. Oktatáskutató és Fejlesztő Intézet. (2014). ISBN 9789636827533
- Számadó László, Gedeon Veronika, Korom Pál, Urbán Z. János, dr. Wintsche Gergely. Matematika 6.. Oktatáskutató és Fejlesztő Intézet. (2014). ISBN 9789636827632
- Számadó László, Gedeon Veronika, Korom Pál, Urbán Z. János, dr. Wintsche Gergely. Matematika munkafüzet 6.. Oktatáskutató és Fejlesztő Intézet. (2014). ISBN 9789636827649
- Számadó László,, Gedeon Veronika, Paróczay Eszter, Tamás Beáta, dr. Wintsche Gergely. . Matematika 7.. Oktatáskutató és Fejlesztő Intézet.  (2015). ISBN 9789636828202
- Számadó László,, Gedeon Veronika, Paróczay Eszter, Tamás Beáta, dr. Wintsche Gergely. . Matematika munkafüzet 7.. Oktatáskutató és Fejlesztő Intézet.  (2015). ISBN 9789636828219
- Számadó László,, Gedeon Veronika, Paróczay Eszter, Tamás Beáta, dr. Wintsche Gergely. . Matematika 8.. Oktatáskutató és Fejlesztő Intézet.  (2016). ISBN 9789636829100
- Számadó László,, Gedeon Veronika, Paróczay Eszter, Tamás Beáta, dr. Wintsche Gergely. . Matematika munkafüzet 8.. Oktatáskutató és Fejlesztő Intézet.  (2016). ISBN 9789636829117
- Számadó László,, Gedeon Veronika, Korom Pál, Tóthné Szalontay Anna, dr. Wintsche Gergely. . Újgenerációs Matematika 5.. Oktatáskutató és Fejlesztő Intézet.  (2016). ISBN 9789636829681
- Számadó László,, Gedeon Veronika, Korom Pál, Tóthné Szalontay Anna, dr. Wintsche Gergely. . Újgenerációs Matematika munkafüzet 5.. Oktatáskutató és Fejlesztő Intézet.  (2016). ISBN 9789636829698
- Számadó László,, Gedeon Veronika, Korom Pál, Urbán Z. János, dr. Wintsche Gergely. . Újgenerációs Matematika 6.. Eszterházy Károly Egyetem (Oktatáskutató és Fejlesztő Intézet).  (2017). ISBN 9789634360278
- Számadó László,, Gedeon Veronika, Korom Pál, Urbán Z. János, dr. Wintsche Gergely. . Újgenerációs Matematika munkafüzet 6.. Eszterházy Károly Egyetem (Oktatáskutató és Fejlesztő Intézet).  (2017). ISBN 9789634360285
- Számadó László, Gedeon Veronika, Paróczay Eszter, Tamás Beáta, dr. Wintsche Gergely. Újgenerációs Matematika 7. Eszterházy Károly Egyetem (Oktatáskutató és Fejlesztő Intézet). (2017). ISBN 9789634360650
- Számadó László, Gedeon Veronika, Paróczay Eszter, Tamás Beáta, dr. Wintsche Gergely. Újgenerációs Matematika munkafüzet 7. Eszterházy Károly Egyetem (Oktatáskutató és Fejlesztő Intézet). (2017). ISBN 9789634360667
- Számadó László, Gedeon Veronika, Paróczay Eszter, Tamás Beáta, dr. Wintsche Gergely. Újgenerációs Matematika 8. Eszterházy Károly Egyetem (Oktatáskutató és Fejlesztő Intézet). (2017). ISBN 9789634361046
- Számadó László, Gedeon Veronika, Paróczay Eszter, Tamás Beáta, dr. Wintsche Gergely. Újgenerációs Matematika munkafüzet 8. Eszterházy Károly Egyetem (Oktatáskutató és Fejlesztő Intézet). (2017). ISBN 9789634361053
- Számadó László, Czinki József, Gedeon Veronika, Dr. Gerőcs László, Koncz Levente. Matematika érettségi emelt szinten. Matfund Alapítvány. (2018). ISBN 9786150029016
- Számadó László, Sinkáné Papp Mária, Csík Zoltán, Kovács Csongorné, Magyar Zsolt. Matematika az Abacusban. Mategye Alapítvány. (2019). ISBN 9786158033954
- Számadó László, Gerőcs – Juhász – Orosz – Paróczay – Szászné.. Matematika 11-12. Emelt szintű tananyag.. Nemzedékek Tudása Tankönyvkiadó (2014). ISBN 9789631961072
- Számadó László, Békéssy Szilvia. Középiskolába készülünk - Felvételi feladatok. Budapest: Mágus Kiadó (1997). ISBN 9638278307
- Számadó László, Békéssy Szilvia, Hajnal Imre. Matematika a gimnáziumok számára 9.. Nemzeti Tankönyvkiadó (2001). ISBN 9631948765
- Számadó László, Békéssy Szilvia, Hajnal Imre. Matematika a gimnáziumok számára 10.. Nemzeti Tankönyvkiadó (2002). ISBN 9789631965797
- Számadó László, Békéssy Szilvia, Hajnal Imre. Matematika a gimnáziumok számára 11.. Nemzeti Tankönyvkiadó (2003). ISBN 9789631948844
- Számadó László, Békéssy Szilvia, Hajnal Imre. Matematika a gimnáziumok számára 12.. Nemzeti Tankönyvkiadó (2004). ISBN 9789631965803
- Számadó László, Békéssy Szilvia. Matematika 9. feladatai és azok megoldásai. Nemzeti Tankönyvkiadó (2003). ISBN 9631933261
- Számadó László, Békéssy Szilvia. Matematika 10. feladatai és azok megoldásai. Nemzeti Tankönyvkiadó (2004). ISBN 9631945189
- Számadó László, Békéssy – Fried – Korándi – Paróczay – Tamás. Kalandozások a matematikában tankönyvcsalád 5-8. osztályosoknak.. Nemzeti Tankönyvkiadó. ISBN 9789631945379, ISBN 9631945413, ISBN 9631948129, ISBN 9789631956696 (2004-2007)
- Számadó László, Békéssy – Fried – Korándi – Paróczay – Tamás. Kalandozások a matematikában feladatgyűjtemény-sorozat 5-8. osztályosoknak.. Nemzeti Tankönyvkiadó. ISBN 9631945391, ISBN 963195692X, ISBN 963195773X, ISBN 9789631957747 (2004-2007)
- Számadó László, Békéssy – Fried – Korándi – Paróczay – Tamás. Kalandozások a matematikában munkafüzet-sorozat 5-8. osztályosoknak.. Nemzeti Tankönyvkiadó. ISBN 9789631945386, ISBN 9631945421, ISBN 9631955443, ISBN 9789631955460 (2004-2007)
- Számadó László, Békéssy – Fried – Korándi – Paróczay – Tamás. Hogyan tanítsam? Matematika 5-8.. Nemzeti Tankönyvkiadó. ISBN 9631945405, ISBN 963194543X, ISBN 9789631956719, ISBN 9789631956726 (2004 - 2007)
- Számadó László, Fried – Békéssy – Fülekiné – Korándi – Paróczay – Szlobodáné – Tamás.  Matek gyakorló 5-8. osztályosoknak. Nemzeti Tankönyvkiadó. ISBN 9789631960648, ISBN 9789631960655, ISBN 9789631960662, ISBN 9789631960679 (2007)
- Számadó László, Dr. Fried Katalin, Dr. Gerőcs László. Matematika 9. Heuréka. Nemzeti Tankönyvkiadó (2009). ISBN 9789631959932
- Számadó László, Dr. Gerőcs László. Matematika 10. Heuréka. Nemzeti Tankönyvkiadó (2010). ISBN 9789631961003
- Számadó László, Dr. Gerőcs László. Matematika 11. Heuréka. Nemzeti Tankönyvkiadó (2011). ISBN 9789631961010
- Számadó László, Dr. Gerőcs László. Matematika 12. Heuréka. Nemzeti Tankönyvkiadó (2012). ISBN 9789631961027
- Számadó László, Besnyőné – Czinki – Csík – Gerőcs – Kántor – Meszlényiné – Pataki – Szászné. Emelt szintű matematika érettségi gyakorló feladatsorok. Bolyai János Matematikai Társulat (2008). ISBN 9789639453074
- Számadó László, Besnyőné – Csík – Czinki – Gerőcs – Juhászné – Katz – Kántor – Marczis – Meszlényiné – Mihály – Pataki – Remeténé – Szlovákné – Szászné – Székely – Tóth. Emelt szintű matematika érettségi. Bolyai János Matematikai Társulat (2010). ISBN 9789639453081

## Folyóirat cikkek
- „Ábrázoló geometriai szerkesztésekből síkgeometriai állítások”. Matematika Tanítása (1988/2. szám).
- „A számtani, mértani közép és a skalár szorzat”. Matematika Tanítása (1996/5. szám).
- „Varázsoljunk David Copperfielddel!”. Abacus (1999. február).
- „Egy hibás sejtés következményei”. Polygon (1999. június).
- „A tankönyv szerepe a matematikaórán”. Módszertani Lapok (2003/3. szám).
- „Kedvenc feladatom”. Abacus (2000. október).
- „Mérőlap felvételire készülőknek”. KöMaL (1989-től 2004-ig).
- „Emelt szintű érettségi gyakorló feladatsor”. KöMaL (2004-től).
- "Barangolás kockás papíron" . (Koncz Leventével közösen). KöMaL (2018. szeptember).